# Spring Is Here
Pour plus de détails, voir Fiche technique et Distribution.
Spring Is Here est un film américain de type comédie musicale réalisé par John Francis Dillon et sorti en 1930.

## Synopsis
Une jeune femme hésite entre un bon garçon qui est apprécié par son père, et un mauvais garçon que son père n'aime pas.

## Fiche technique
- Réalisateur : John Francis Dillon
- Scénario : James A. Starr d'après une pièce musicale d'Owen Davis
- Production : First National Pictures
- Image : Lee Garmes
- Durée : 69 minutes
- Type : comédie musicale
- Musique : Cecil Copping (en)
- Son : Vitaphone
- Date de sortie : 13 avril 1930

## Distribution
- Bernice Claire : Betty Braley
- Alexander Gray : Terry Clayton
- Lawrence Gray : Steve Alden
- Louise Fazenda : Emily Braley
- Ford Sterling : Peter Braley
- Inez Courtney : Mary Jane Braley
- Frank Albertson : Stacy Adams
- Natalie Moorhead : Rita Conway